# Morocco International 2011
Die Morocco International 2011 fanden vom 13. bis zum 15. Mai 2011 in Marrakesch statt. Es war die zweite Auflage der Titelkämpfe.

## Finalergebnisse
| Disziplin    | Sieger                              | Finalist                         | Ergebnis          |
| ------------ | ----------------------------------- | -------------------------------- | ----------------- |
| Herreneinzel | Pablo Abián                         | Joachim Persson                  | 21-19 17-21 21-19 |
| Dameneinzel  | Carolina Marín                      | Juliane Schenk                   | 21-17 21-13       |
| Herrendoppel | Ingo Kindervater Johannes Schöttler | Michael Fuchs Oliver Roth        | 21-15 21-19       |
| Damendoppel  | Birgit Michels Sandra Marinello     | Emelie Lennartsson Emma Wengberg | 21-16 21-16       |
| Mixed        | Michael Fuchs Birgit Michels        | Toby Ng Grace Gao                | 21-15 21-16       |